# Pierre Henri Puiseux
Pierre Henri Puiseux (n. 20 iulie 1855, Paris – d. 28 septembrie 1928) a fost un astronom și alpinist francez. Fiul său, Robert (1892-1991), a fost co-director al Michelin & Cie, apoi președinte al societății Citroën (1950-1958).

## Biografie
Fiu al matematicianului și astronomului Victor Alexandre Puiseux, Pierre Henti Puiseux s-a născut în Paris, la 20 iulie 1855. Și-a făcut studiile la École normale supérieure din Paris. 

### Omul de știință
A obținut agregația de matematici în 1878 și a devenit astronom la Observatorul din Paris în 1885. A lucrat și conferențiar de matematici la Facultatea de Științe din Paris.
A fost ales membru al Academiei Franceze de Științe (secția astronomie) în 1912.

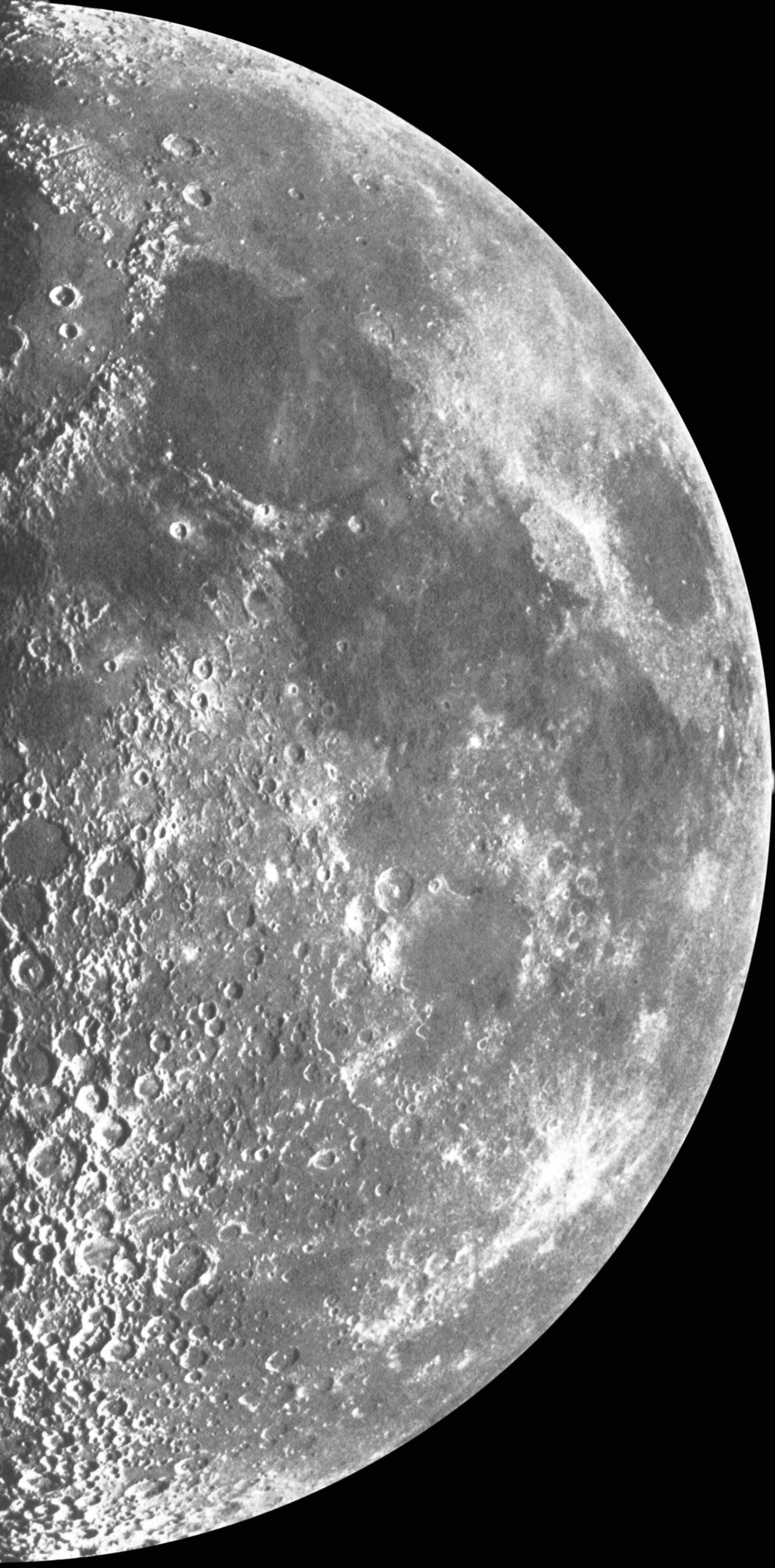
Fotografie a Lunii luată de Puiseux & Loewy în 1894.

Lucrările lui Pierre Puiseux se referă la aberația luminii, asteroizi, dinamica Lunii și, în colaborare cu Maurice Lœwy, a lucrat la un proiect pe care nu a reușit să-l încheie, Carte du Ciel (în română: „Harta Cerului”). A creat un atlas fotografic al Lunii cu 6.000 de imagini luate de el însuși și de Lœwy.
Craterul Puiseux de pe Lună îi poartă numele. Craterul Puiseux se află pe marginea Mării Humorum, exact vizavi de craterul Loewy.

### Alpinistul
Pierre Puiseux, precursor împreună cu tatăl său al alpinismului fără ghid și membru fondator al „Clubului Alpin Francez” (în franceză: Club alpin français), a realizat în 1887 primul parcurs al laturii de nord-nord-vest a vârfului Grande Casse (în Massif de la Vanoise), împreună cu tatăl său, Victor Puiseux, însoțiți fiind de Amédée Crochet și de Joseph Amiez, după ce escaladaseră vârful Mont Blanc fără ghid, în 1880.

## Lucrări
- La terre et la lune: forme extérieure et structure interne, Gauthier-Villars (Paris), 1908 Citiți online